# Rhynchospora californica
Rhynchospora californica är en halvgräsart som beskrevs av Shirley Gale. Rhynchospora californica ingår i släktet småag, och familjen halvgräs.
Artens utbredningsområde är Kalifornien. Inga underarter finns listade i Catalogue of Life.